# 京都府道242号二尾木幡線
京都府道242号二尾木幡線（きょうとふどう242ごう におこはたせん）は、京都府宇治市を通る一般府道である。

## 概要
宇治市二尾から宇治市木幡に至る。
京都府と滋賀県の府県境であり、宇治川と瀬田川の名称が変わる曽束大橋の北詰が起点となる。宇治市の平野部と炭山・二尾の集落を結んでいる。

### 路線データ
- 起点：宇治市二尾（滋賀県道・京都府道3号大津南郷宇治線交点）
- 終点：宇治市木幡（木幡正中交差点、京都府道7号京都宇治線交点）

## 路線状況
平野部では片側1車線が確保されているが、山間部では1車線となり行き違い不可能な細い道が続く。急なカーブも多い峠道である。ガードレールが設置されていない箇所もある。

### バイパス
- 宇治市平尾台 - 木幡平尾交差点

## 地理

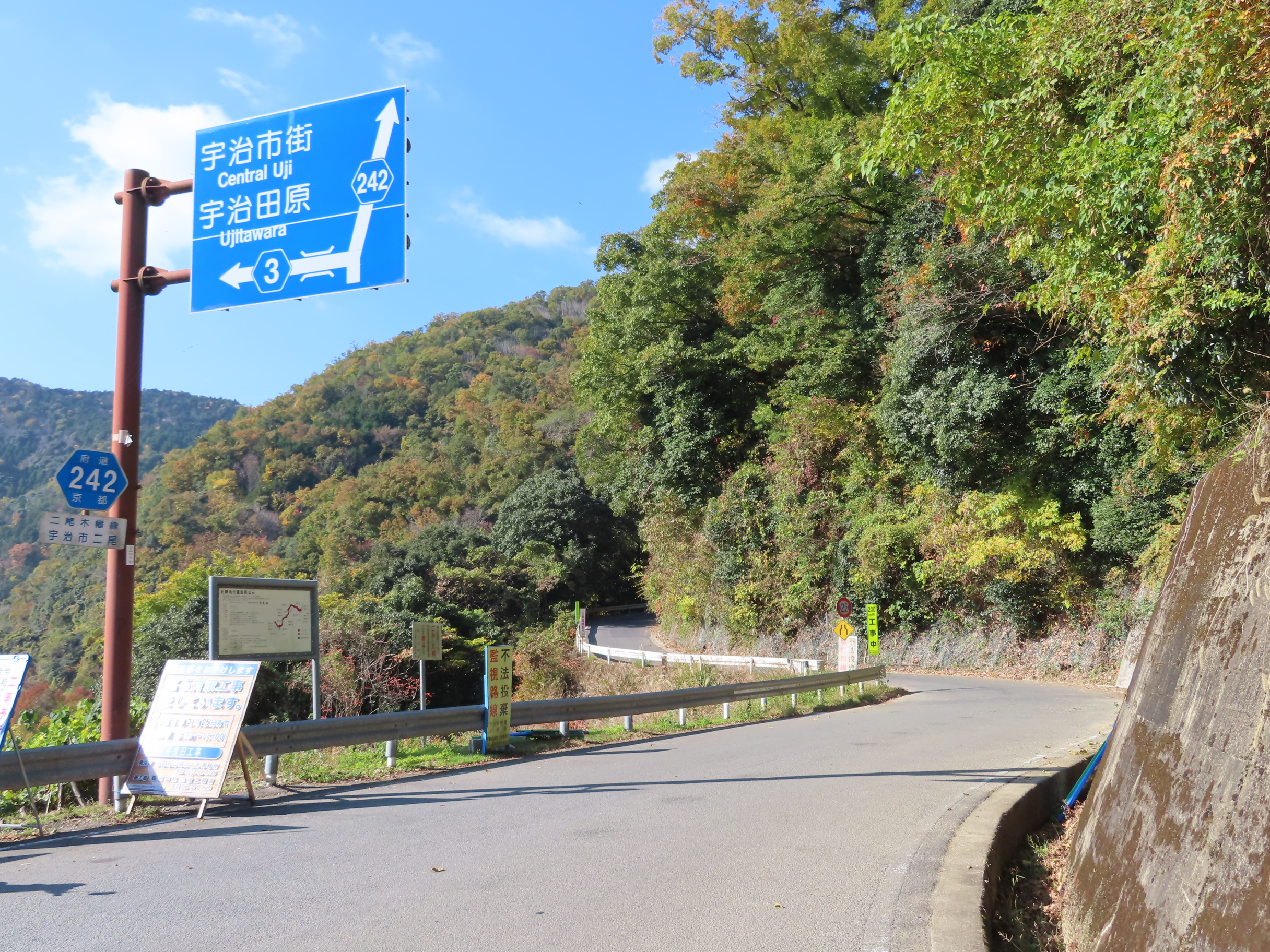
二尾側の起点
2020年11月撮影

### 通過する自治体
- 宇治市

### 交差する道路
| 交差する道路                                       | 交差する場所 | 交差する場所          |
| -------------------------------------------------- | ------------ | --------------------- |
| 滋賀県道・京都府道3号大津南郷宇治線 / 宇治川ライン | 二尾         | 起点                  |
| 宇治市道黄檗山手線 / 黄檗トンネル                  | 平尾台1丁目  |                       |
| 京都府道7号京都宇治線 / 宇治街道                   | 木幡         | 木幡正中交差点 / 終点 |

### 沿線
- 笠取伸和ゴルフ
- 炭山キャンプ場
- 宇治市立笠取第二小学校
- 京都芸術高等学校 炭山グラウンド
- 日清都カントリークラブ
- 宇治カントリークラブ
- 山科自動車教習所
- 京都医療少年院
- 京都府立東宇治高等学校
- 宇治市立木幡小学校